# Ташмету
Ташмету (Ташметум) — супруга бога писцов Набу.
Ташмету была благожелательным и милосердным месопотамским божеством, она ходатайствовала перед другими богами за тех, кто ей молился.
В астрологии Ташмету идентифицировалась с созвездием Козерога.
В I-м тыс. до н. э. Нанайя идентифицируется с Ташмету